# Dicallomera
Dicallomera är ett släkte av fjärilar som beskrevs av Arthur Gardiner Butler 1881. Dicallomera ingår i familjen Näbbflyn, Erebidae.
Släktet innehåller bara arten Askgrå harfotsspinnare, Dicallomera fascelina.

## Bildgalleri

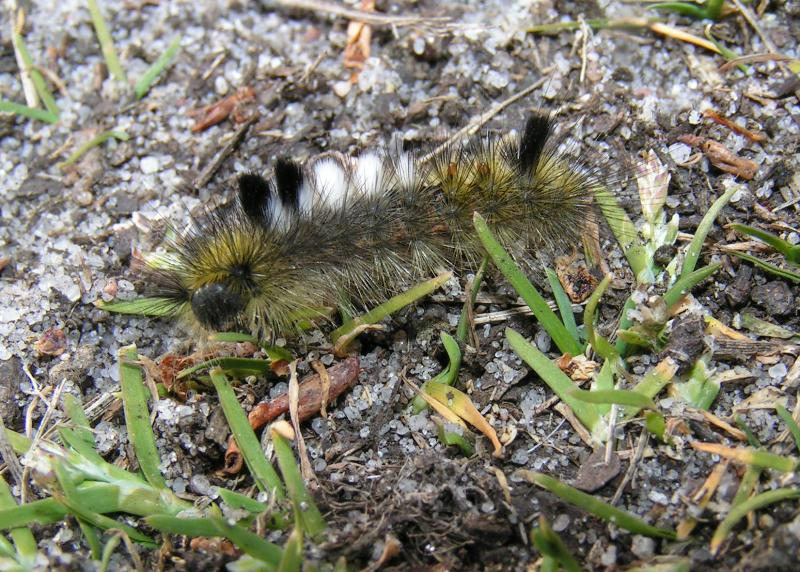
Dicallomera fascelina, larv
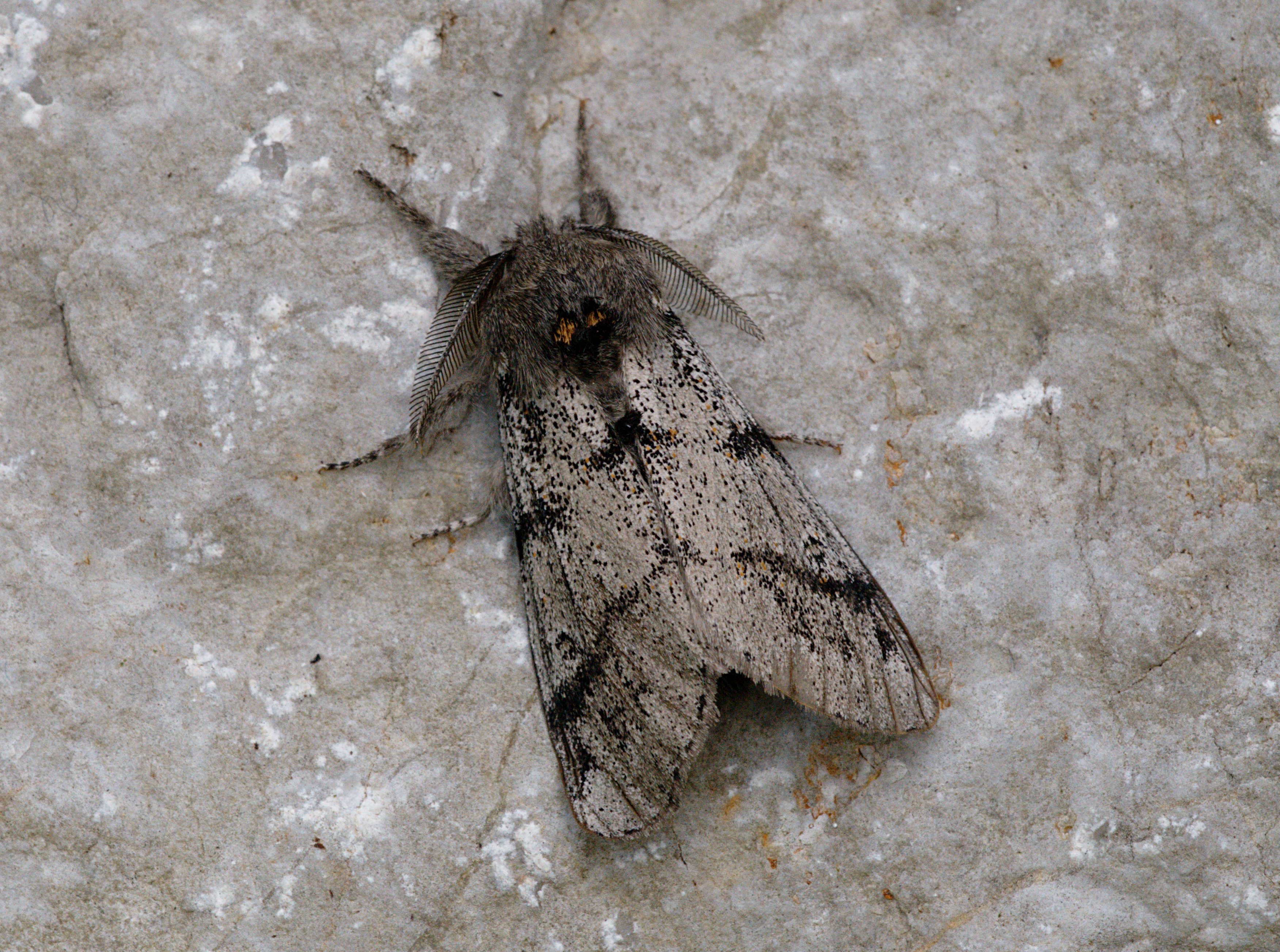
Dicallomera fascelina Imago fjäril
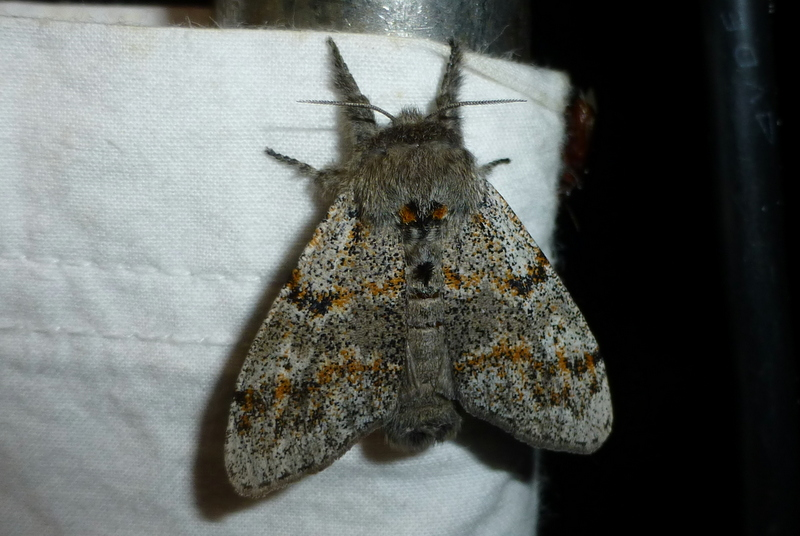
Dicallomera fascelina imago fjäril
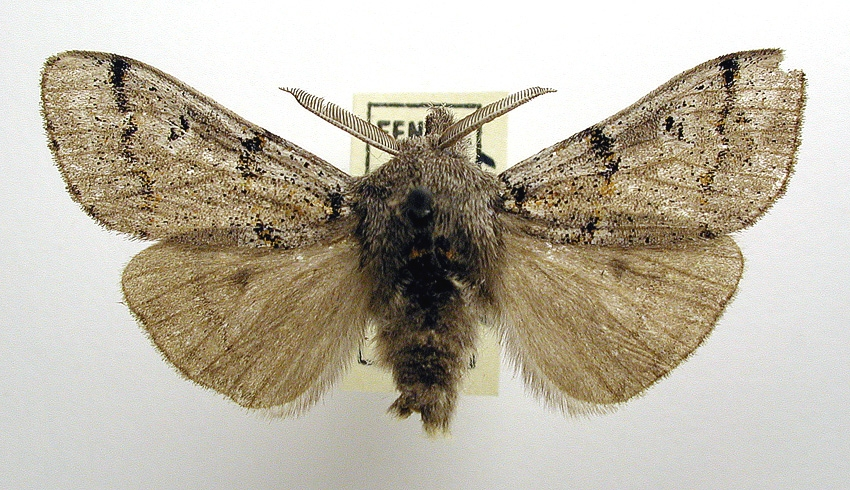
Dicallomera fascelina imago fjärilPreparerad (uppnålad) imago fjäril